# Naturschutzgebiet Welsberg
Koordinaten: 51° 19′ 6,7″ N, 8° 13′ 45″ O
Das Naturschutzgebiet Welsberg mit einer Flächengröße von 10,85 h ha liegt südlich von Mülsborn im Stadtgebiet von Meschede. Es wurde 2020 vom Kreistag des Hochsauerlandkreises mit dem Landschaftsplan Meschede als Naturschutzgebiet (NSG) ausgewiesen. Von 1994 bis 2020 gehörte die heutige NSG-Fläche zum Landschaftsschutzgebiet Meschede.

## Gebietsbeschreibung
Das NSG umfasst einen kompakten Rest ehemals ausgedehnter Eichen-Buchenwaldbestände am Welsberg. Die anderen Eichen-Buchenwaldbestände wurden seit Mitte des 20. Jahrhunderts weitgehend durch Fichtenaufforstungen ersetzt. Die hohen Anteile der stockausschlagfähigen Baumarten Buchen, Hainbuchen, Birken- und Eichen mit teils verwachsenen Wurzelanläufe und Stammformen sowie die weite Verbreitung von Zwergsträuchern Heidelbeere und Besenheide weisen auf eine ehemalige Niederwaldnutzung hin. Laut Landschaftsplan stellt das NSG damit ein unter naturgeschichtlichen / landeskundlichen Gründen erhaltenswertes Zeugnis dar, daher sollte geprüft werden, ob eine Niederwald-Nutzung in Teilbereichen wieder etabliert werden kann.
Der Landschaftsplan schreibt zum Wert des NSG: „Neben den vorhandenen Buchen und Hainbuchen stellen vor allem die erhöhten Birken- und Eichenanteile wichtige Habitate für spezialisierte Insektenarten dar, die auf den meisten Wirtschaftswald-Flächen unterrepräsentiert sind. Im Zusammenhang mit der relativen Siedlungsferne bietet das NSG auch Biotoppotenzial für (scheue) waldbewohnende Vogelarten; je nach weiterer forstlicher Behandlung von Teilflächen kommt die Habitatausstattung auch Säugetierarten wie Fledermäusen (Spaltenverstecke im Totholz), Haselmaus (verwachsene Wurzelanläufe) u. a. entgegen.“

## Schutzzweck
Zum Schutzzweck des NSG führt der Landschaftsplan auf: „Erhaltung und Weiterentwicklung eines arten- und biotopschutzrelevanten (Traubeneichen-) Buchenwaldes; Förderung der Habitateignung für verschiedene Tiergruppen durch Erhaltung der Zwergstrauchareale, Birken- und Eichenanteile; Überlieferung ehemaliger Niederwaldbestandteile als Relikt vergangener Kulturlandschafts-Nutzung.“